# Тигніс (фортеця)
Тигніс (вірм. Տիգնիս) — середньовічна вірменська фортеця в Західній Вірменії (нині на території Туреччини).

## Загальні відомості
Фортеця перебувала в області Ширак провінції Айрарат Великої Вірменії. Відома з дохристиянської епохи. В IX столітті була перебудована Багратідами з метою захисту міста Ширакаван. З висоти Тигніса видно Ширакське поле, Ширакаван, Аргінил і інші місця. Високі стіни (з полірованого каменя) квадратоподібної фортеці складалися з восьми потужних башт. Стіни піднімаються на основі фундаменту з величезних «кіклопських» каменів.